# فرنسوا كيفوركيان
فرنسوا كيفوركيان (بالفرنسية François Kevorkian) المعروف أيضا بـ فرنسوا ك (بالفرنسية François K) المولود في روديز، فرنسا في 10 يناير/كانون الثاني 1954 هو دي دجاي ومنتج موسيقي فرنسي شهير من أصل أرمني، ويعتبر من أوائل الذين قدموا موسيقى الهاوس جماهيريا بالإضافة إلى موسيقى الـ Garage والـ Post-disco. دمج الموسيقى في أهم الملاهي الليلية في فرنسا والولايات المتحدة وعالميا كما أسس ستوديو خاص ودار إسطوانات باسم Wave Music

## روابط خارجية
- فرنسوا كيفوركيان على موقع IMDb (الإنجليزية)
- فرنسوا كيفوركيان على موقع ميوزك برينز (الإنجليزية)
- فرنسوا كيفوركيان على موقع أول ميوزيك (الإنجليزية)
- فرنسوا كيفوركيان على موقع أول ميوزيك (الإنجليزية)
- فرنسوا كيفوركيان على موقع ديسكوغز (الإنجليزية)